# Rejon Dubosary

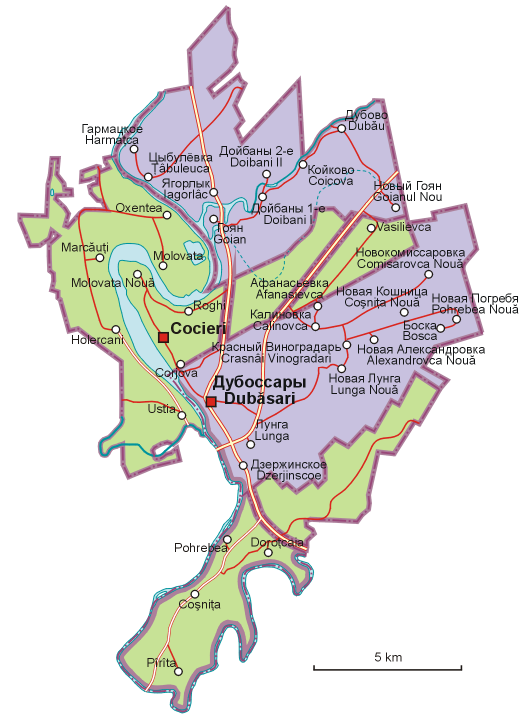
Mapa mołdawskiego Rejonu Dubosary (część zielona) i naddniestrzańskego Rejonu Dubosary (część fioletowa)

Rejon Dubosary (ros. Дубоссарский район – Dubossarskij rajon, rum. Raionul Dubăsari, ukr. Дубосарський район) – jest jednym z 7 rejonów Naddniestrza, znajdującym się w centralnej części kraju. Stolicą rejonu jest miasto Dubosary.
Powierzchnia: 381,2 km².
Władze naddniestrzańskie uznają, że całość terenów lewobrzeżnych Dniestru wchodzi w skład Naddniestrza. Faktycznie jednak część terenów, od czasu wojny secesyjnej Naddniestrza w 1992, wciąż znajduje się pod administracją władz Mołdawii, która utworzyła na nich osobny mołdawski Rejon Dubosary (tereny zakreskowane na mapie). Tereny te obejmują 9 miejscowości i gruntów do nich przynależnych znajdujących się w dwóch osobnych strefach. Strefa leżąca na północ od Dubosar obejmuje wsie Corjova, Cocieri, Roghi i Molovata Nouă leżące nad Dniestrem oraz wieś Vasilievca leżącą przy granicy z Ukrainą. Strefa ta rozcina terytorium Naddniestrza na dwie części, jednak władze naddniestrzańskie kontrolują w niej dwie główne drogi: drogę z Tyraspola do Rybnicy oraz drogę międzynarodową E584 przecinającą w poprzek Naddniestrze. Druga strefa leży na południe od Dubosar i obejmuje wsie Coșnița, Pohrebea, Pîrîta i Doroțcaia leżące nad Dniestrem oraz tereny wbijające się klinem w głąb Naddniestrza, oddzielone od tych wsi kontrolowaną przez władze naddniestrzańskie drogą Tyraspol-Rybnica.
Na obszarze administrowanym przez władze naddniestrzańskie poza miastem Dubosary znajduje się 20 wsi. W Dubosarach znajduje się elektrownia wodna. Na południe od Dubosar most przez Dniestr i „przejście graniczne” pomiędzy republiką Naddniestrzańską i Mołdawią. Most zniszczony w trakcie wojny domowej odbudowany ok. 1999 r.